# Grand Canyon

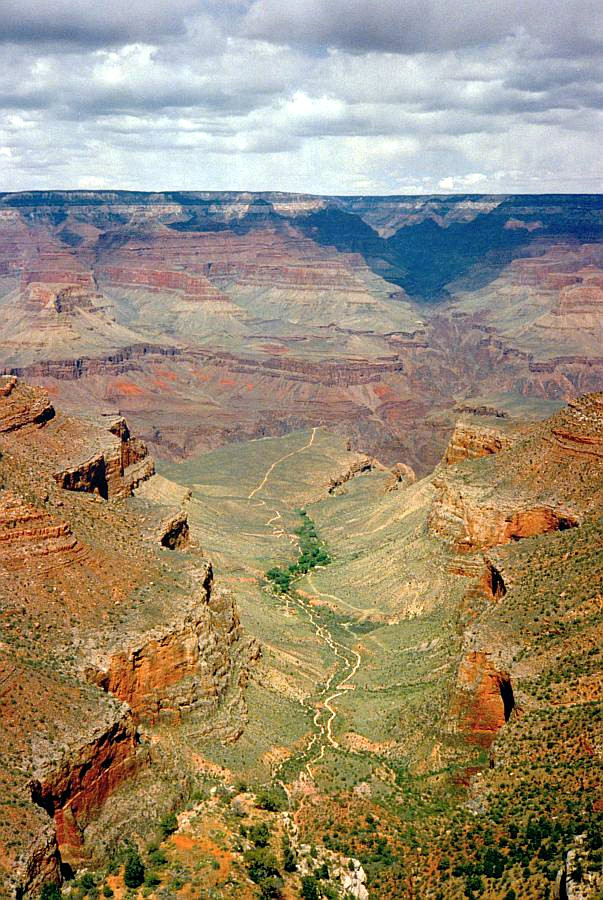
Grand Canyon

Grand Canyon (v překladu Velký kaňon) je kaňon na řece Colorado v severozápadní části Arizony, ve Spojených státech amerických. Grand Canyon se rozkládá od přítoku řeky Little Colorado až k Grand Wash Cliffs na západním okraji Koloradské plošiny, u hranice s Nevadou. Délka Velkého kaňonu je přibližně 450 kilometrů, šířka je 6 až 29 kilometrů a maximální hloubka se pohybuje mezi 1600 až 1800 metrů. Okraje náhorní plošiny leží v nadmořské výšce 1500 až 2700 metrů.
Stěny Velkého kaňonu tvoří vrstvy pískovců a vápenců o různých barvách. Kaňon vznikal okolo 6 miliónů let. Část kaňonu o rozloze 2620 km² byla v roce 1919 vyhlášena jako národní park.
Prezident Theodore Roosevelt byl jedním z hlavních zastánců založení tohoto parku, k ochraně zdejší krajiny. Roku 1979 byl Velký kaňon zapsán do seznamu světového dědictví UNESCO. Oblast je součástí Koloradské plošiny.
Prvním Evropanem, který zaznamenal zmínku o existenci Velkého kaňonu, byl Španěl García López de Cárdenas v roce 1540.
První vědeckou expedici vedl koncem 60. let 19. století major americké armády a geolog John Wesley Powell. Powell označil zdejší souvrství sedimentárních hornin za otevřenou knihu zaznamenávající velký příběh. Dávno před Evropany však v oblasti kaňonu i v jeho stěnách sídlili původní obyvatelé Ameriky.

## Geografie

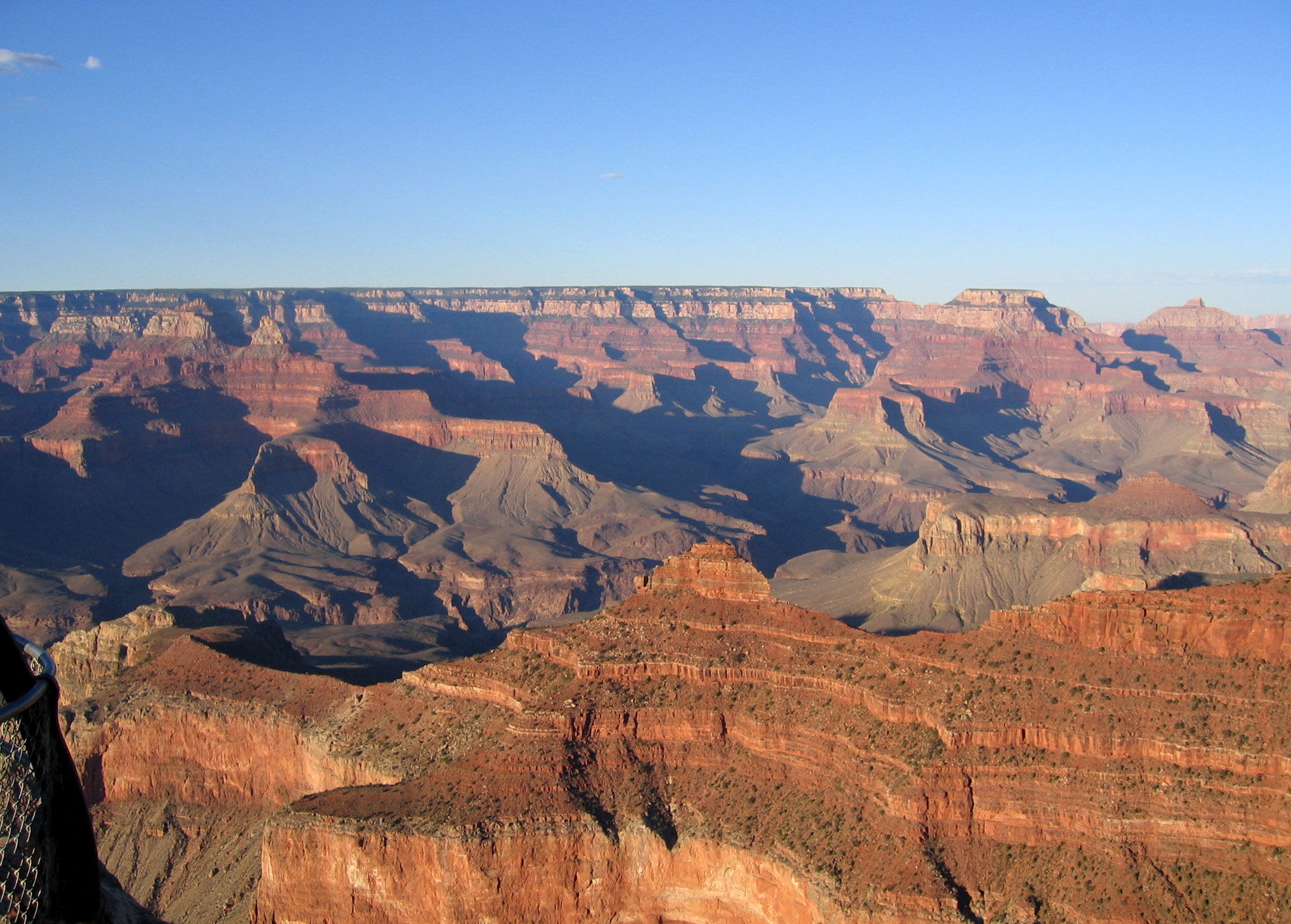
Velký kaňon, pohled severovýchodně z jižního okraje South Rim

Grand Canyon je velmi hluboký a ve svém profilu odkrývá starohorní a prvohorní vrstvy hornin.
Zdvih související s vlivem deskové tektoniky spolu s horotvornými procesy dal vzniknout Coloradské plošině.
Vysoká převýšení jsou také důsledkem většího množství srážek v povodí Colorada, které však nezměnily místní vyprahlou krajinu. Eroze a sesuvy s dalšími přírodními pochody neustále proměňují tvářnost zdejší krajiny a hloubku i šířku kaňonu. Zdvih plošiny však nebyl stejnoměrný a tak je část na sever od řeky (North Rim) o 300 metrů vyšší než část jižní (South Rim). To, že řeka Colorado teče podél jižní části plošiny je vysvětlováno asymetrií zdvihu. Většina toků odvádějících vodu ze severní části (která má také vyšší dešťové i sněhové srážky) teče do kaňonu, zatímco většina toků z jižní části odtéká od kaňonu. Výsledkem je stále se zvětšující eroze a rozšiřování části kaňonu severně od řeky i menších kaňonů jeho přítoků v této části.
Teploty v severní části jsou průměrně nižší z důvodů větší nadmořské výšky (2400 metrů). Během zimních měsíců jsou v celé oblasti běžné vysoké sněhové srážky.

### Plošiny
Severní plošiny na pravém břehu řeky Colorado tvoří od západu: Plošina Shivwits, Uinkaret, Kanab a nejvíce známá Kaibabská plošina. Na jižní straně je nejrozsáhlejší a nejvíce známou Plošina Coconino.
| Hloubka kaňonu            | 1,6 km  |                                      |
| Nadmořská výška South Rim | 2 100 m | Nejvyšší bod - Desert View 2267 m    |
| Nadmořská výška North Rim | 2 400 m | Nejvyšší bod – Point Imperial 2684 m |
| Nejnižší místo kaňonu     | 360 m   | U vtoku do Lake Mead                 |

## Geologie

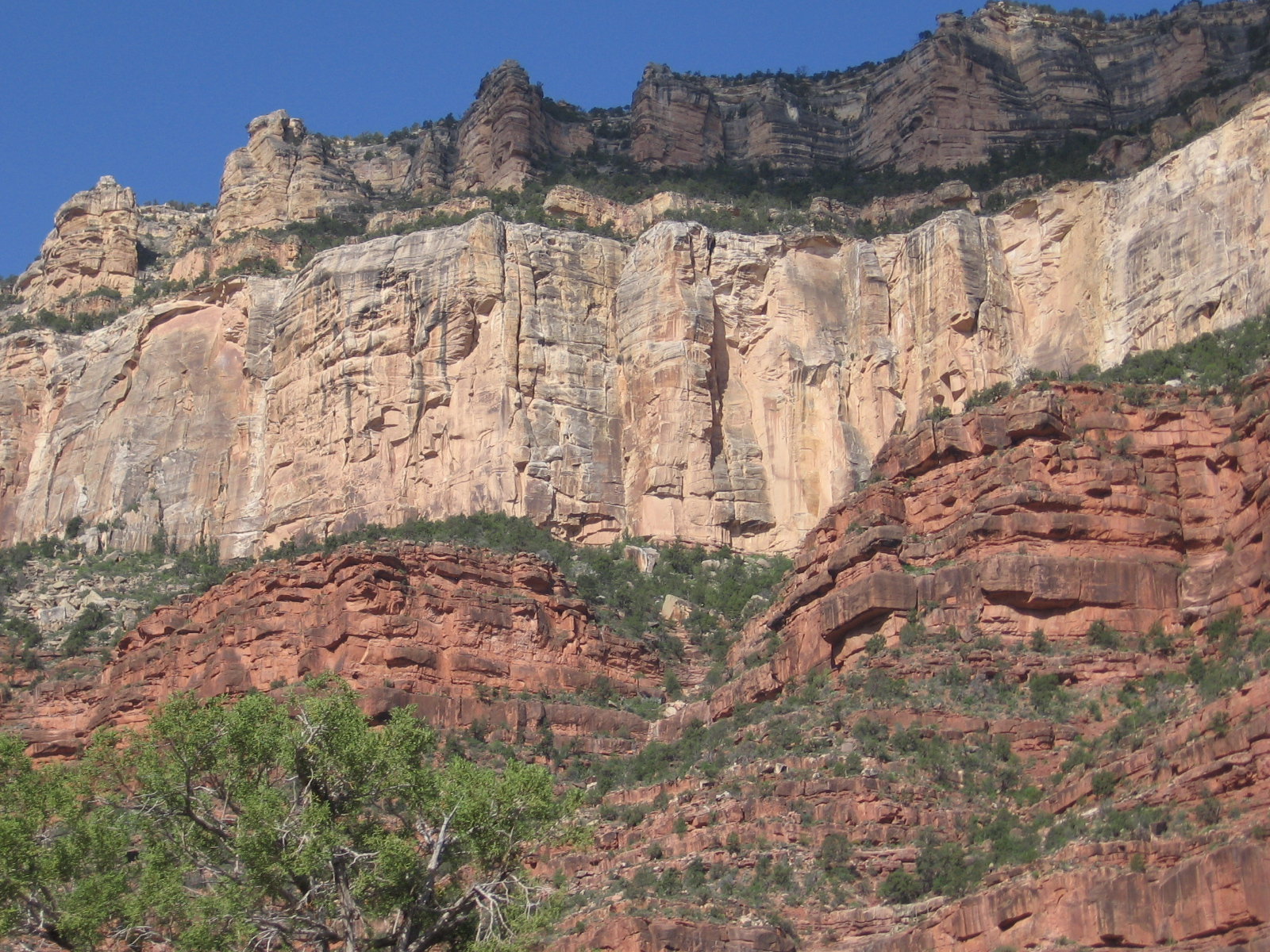
Odlišné barvy jednotlivých vrstev hornin

Geologové se shodují na tom, že plošina Colorado River (které je Grand Canyon součástí) se vyvinula v předchozích 40 miliónech let a samotný kaňon je pravděpodobně méně než pět až šest miliónů let starý. Výsledkem eroze je tak jeden z nejzachovalejších průřezů geologickým útvarem na planetě.
Geologická vrstva na dně je 2 miliardy let stará a na povrchu plošiny se nachází vrstva stará 230 miliónu let. Většina formací byla ukládána v teplých a mělkých mořích a šelfových příbřežních prostředích, tak jak se území Severní Ameriky opětovně ponořovalo a vynořovalo z moře. Výjimky tvoří permské pískovce vzniklé z písečných dun v tehdejší poušti. Usazeniny, formované většinou na mořském dně (1500 až 3000 m) byly vyzdviženy před 65 milióny lety, během Laramijské orogeneze. Změny klimatu během doby ledové také zvýšily množství vody v povodí řeky Colorado River. Původní řeka Colorado se tak zařezávala mnohem rychleji a hlouběji než dnes. Původní dno a tok řeky se před 5,3 miliony let změnilo, když se Kalifornský záliv otevřel a řeka byla mezi jeho nejnižšími body. To zvýšilo erozi a před 1,2 miliónem let vytvořilo současné hluboké údolí. Terasovitý vzhled je dán nestejnoměrnou odolností hornin vůči erozi.
Asi před miliónem let se v dnešní západní oblasti projevila mohutná sopečná aktivita. Mohutné erupce lávy a sopečného popela několikrát úplně překryly oblast a přehradily tok řeky, který se díky tomu také změnil. Tyto horniny jsou geologicky nejmladšími v oblasti. V Grand Canyonu jsou objevovány také fosilie různých živočichů, včetně malých fosilních stop prvohorních obratlovců o stáří 310 milionů let.

## Historie

### Španělé
V září 1540, se podle rozkazů konquistadora F. Vasqueze de Coronada vydal kapitán Garcia Lopez de Cardenas hledat bájná naleziště zlata společně s indiány kmene „Hopi“ a malou skupinou španělských vojáků. Tak byli prvními Evropany, kteří spatřili Grand Canyon z jižní strany. Pablo de Melgrossa, Juan Galeras a třetí voják hledali přístup do kaňonu, než byli nedostatkem vody přinuceni se vrátit. Existují domněnky, že jejich indiánští průvodci cestu k řece znali. Žádný z Evropanů sem však nevstoupil dvě stě let. Kněží Francisco Atanasio Domínguez a Silvestre Vélez de Escalante byli v roce 1776 se skupinou vojáků prvními, kteří při hledání cesty ze Santa Fe do Kalifornie cestovali podél severní hrany kaňonu.

### Američané
James Ohio Pattie se skupinou traperů byli v roce 1826 dalšími, kteří kaňonu dosáhli (o jejich cestě je však málo dostupných informací).
Mormonský misionář Jacob Hamblin byl v padesátých letech 19. století poslán Brighamem Youngem, aby našel místa vhodná k přebrodění v kaňonu. Po vybudování dobrých vztahů mezi místními domorodými obyvateli a nově příchozími, objevil v roce 1858 dva brody (používané později jako jediné přívozy – Lee's Ferry a Pierce Ferry)
V roce 1857 se americké ministerstvo války obrátilo na poručíka Josepha Ivese zda by vedl expedici k zajištění navigace a přístupu řekou od Kalifornského zálivu.
Expedice použila kolesový parník „Explorer“. Po dvou měsících a téměř 600 kilometrech plavby náročné na navigaci, skupina dosáhla místa, zvaného „Black Canyon“. Explorer však poté najel na skálu a tak jej výprava zanechala na místě. Ives vedl svou skupinu dále do kaňonu východním směrem. Byli tak prvními Evropany, kteří prošli povodím „Diamond Creek“ na východ okolo východních stěn.

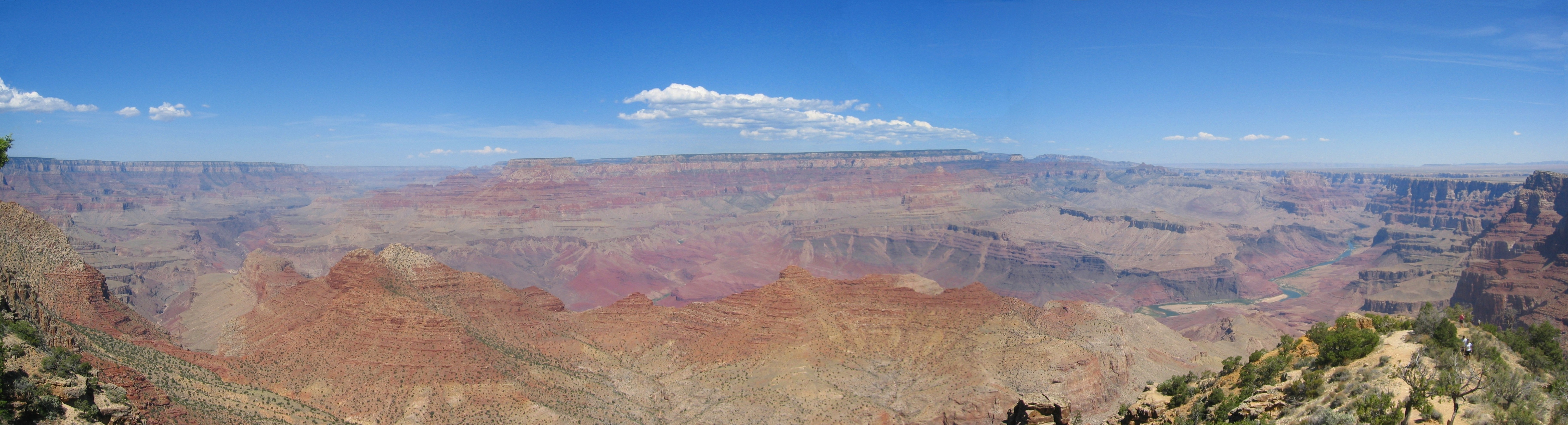
Pohled ze South Rim

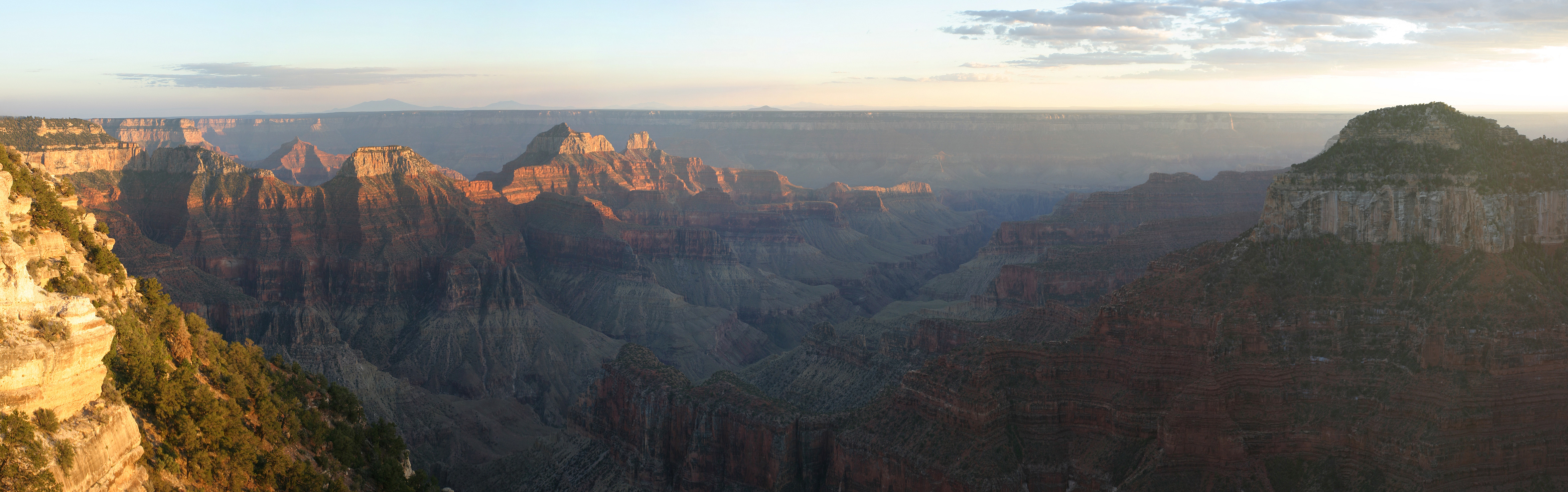
Pohled z North Rim

## Aktivity
Mimo „běžných“ výhledů z jižní strany kaňonu jsou v oblasti velké možnosti sportovního vyžití, včetně raftingu i pěší turistiky. Dno kaňonu je dostupné pěšky, na hřbetě mul, nebo i na výletních lodích. Pěší túry dolů k řece jsou však určeny pro zdatné turisty. Trvají jeden i více dní a nejsou oficiálními představiteli parku doporučovány kvůli velkým vzdálenostem, velkému převýšení i možnosti přehřátí organismu, protože v dolní části panují vyšší teploty.
Každoročně bývají vyhlášeny pátrací akce na záchranu lidí zkoušejících překonat údolí. Nicméně stovkám zdatných a zkušených turistů se tyto náročné sestupy a výstupy podaří.
Překonávání kaňonu je velmi populární i mezi špičkovými sportovci, kteří tyto cesty pravidelně podstupují. Cesta z hrany dolů k řece na protější hranu (rim-to-rim) zabere těmto atletům pět až sedm hodin, zatímco se zpátečním překročením (rim-to-rim-to-rim nebo doublecross) trvá okolo jedenácti až čtrnácti hodin. Allyn Cureton z města Williams v Arizoně drží od roku 1981 rekord v překonání kaňonu ze severní strany na jižní „neuvěřitelným“ časem 3 hodiny a 6 minut. Nový rekord z 11. listopadu 2006 za doublecross je 7 hodin a 37 minut, drží jej Kyle Skaggs z Los Alamos.
Jen pěti sportovcům se podařilo překonat kaňon čtyřikrát nonstop (canyon quad). Jim Nelson ze Salt Lake City v Utahu stanovil nový rekord 6. listopadu 1999 s časem 22 hodin a 48 minut.

## Návštěvníci
Grand Canyon National Park je jednou z nejznámějších světových turistických atrakcí. Každoročně jej navštíví okolo pěti miliónů lidí ze všech států USA i celého světa.
Ze Spojených států pochází 83 % návštěvníků. Nejvíce zahraničních turistů je z Velké Británie, Kanady, Japonska a Německa (údaj za rok 2006).
Od 70. let 19. století v kaňonu zahynulo okolo 600 lidí. V tomto počtu je zahrnuto 128 obětí zmiňované letecké havárie, a dalších 114 z jiných nehod – pád vrtulníku apod.
Téměř 50 úmrtí mají na svědomí pády, 65 obětí se přisuzuje přírodním podmínkám (infarkty, přehřátí, dehydratace).
79 návštěvníků se utopilo v řece a 25 zahynulo kvůli pádu kamení nebo úderem blesku. V kaňonu se stalo i 47 sebevražd a 23 lidí se stalo obětí násilného trestného činu.
Správa parku v současnosti umisťuje na frekventovaná místa tabule s dobře vypadajícím a silným mladým mužem a nápisem Mnoho z nich vypadalo takto, které mají návštěvníky varovat před přeceněním vlastních sil.

## Události
Letadlo společnosti United Airlines (let č. 718) a letoun TWA (let č. 2) se 30. června 1956 nad kaňonem srazily. Vraky obou letadel spadly na dno kaňonu poblíž soutoku řek Little Colorado a Colorado. Tato katastrofa vedla k zavedení letů ve vyšších letových hladinách a častějších kontrol letadel z pozemních stanic.
Grand Canyon trpěl v minulosti znečištěním vzduchu exhalacemi z nedalekých tepelných elektráren. V roce 1991 bylo dosaženo dohody se společností provozující Navajo Generating Station v Page k použití odlučovačů škodlivin. V tomto roce zahájila EPA (Americká agentura na ochranu životního prostředí) vyšetřování v elektrárně Mohave Generating Station ve městě Laughlin v Nevadě.

## Galerie

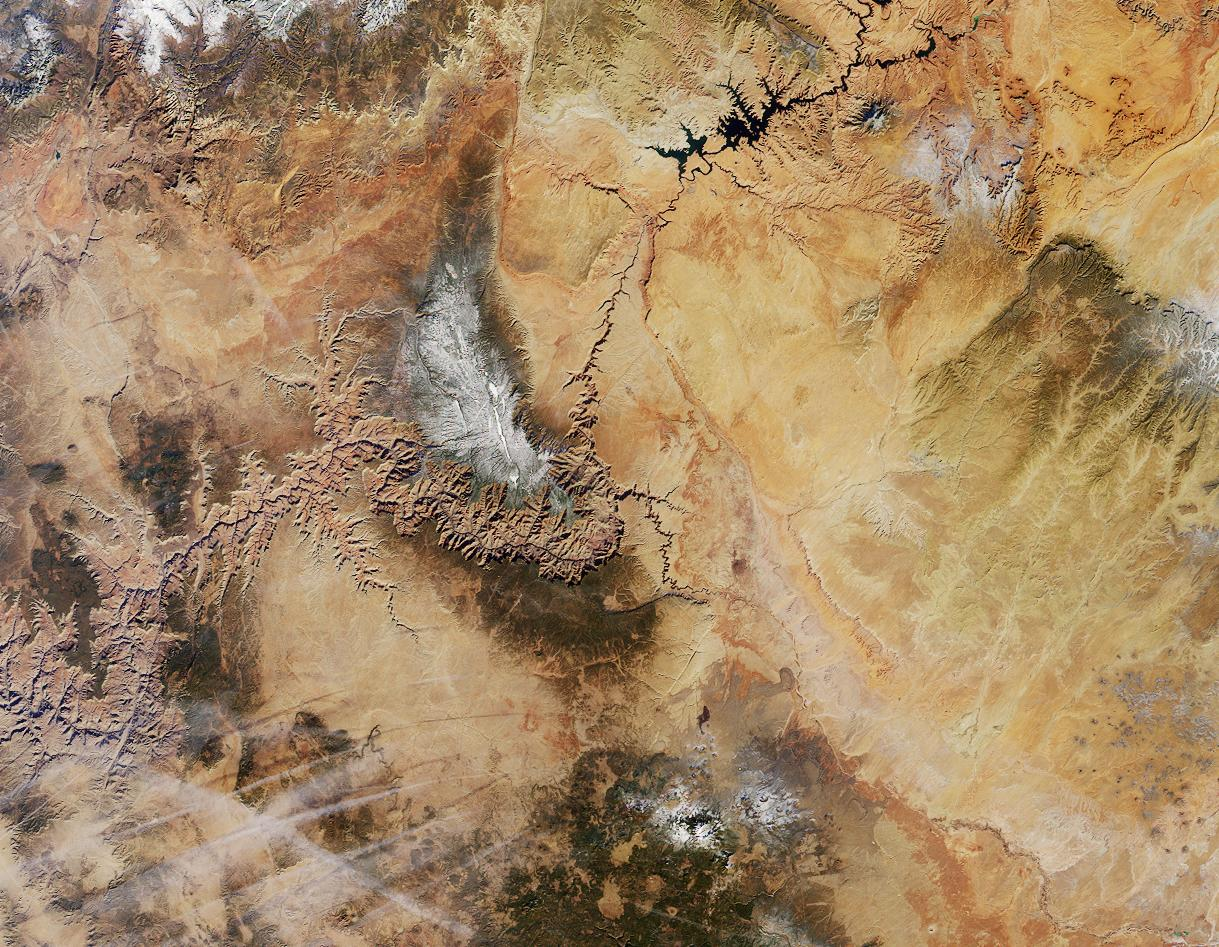
Grand Canyon z oběžné dráhy
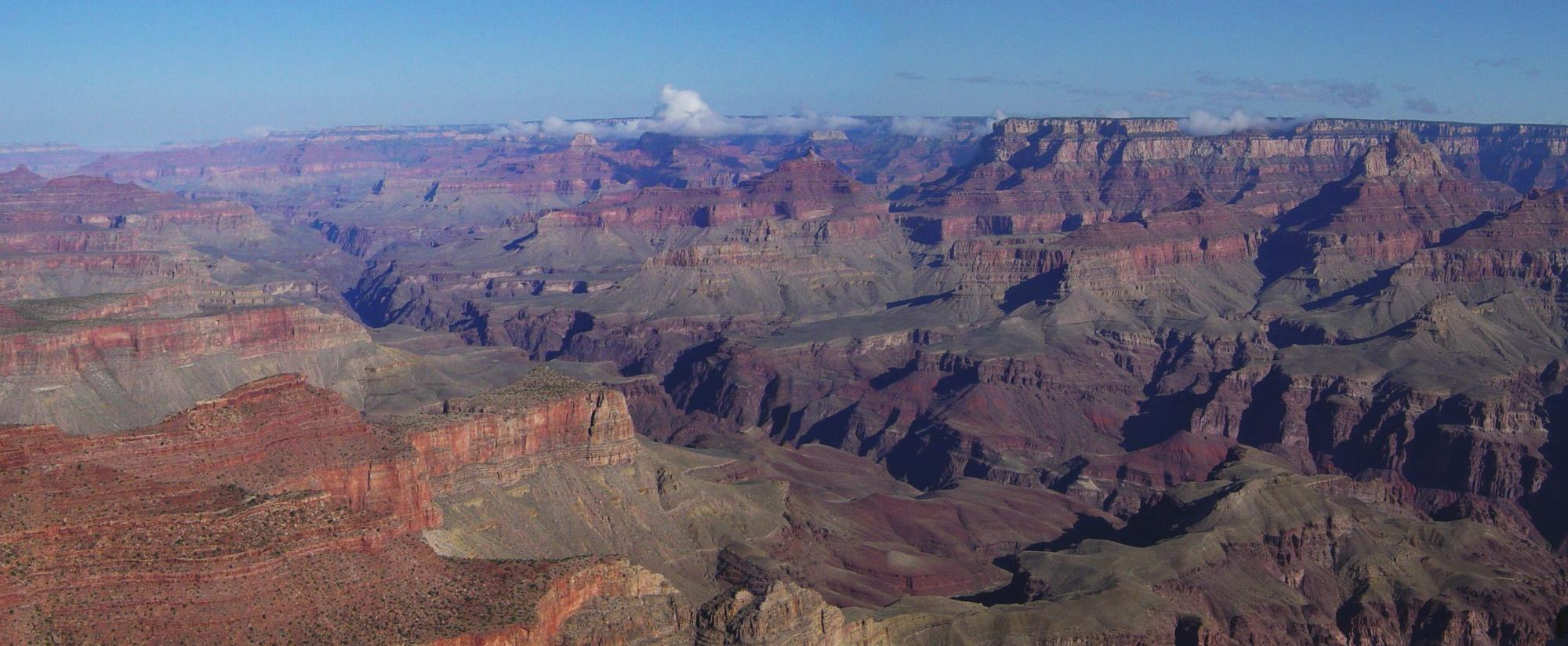
Grand Canyon z Moran Point
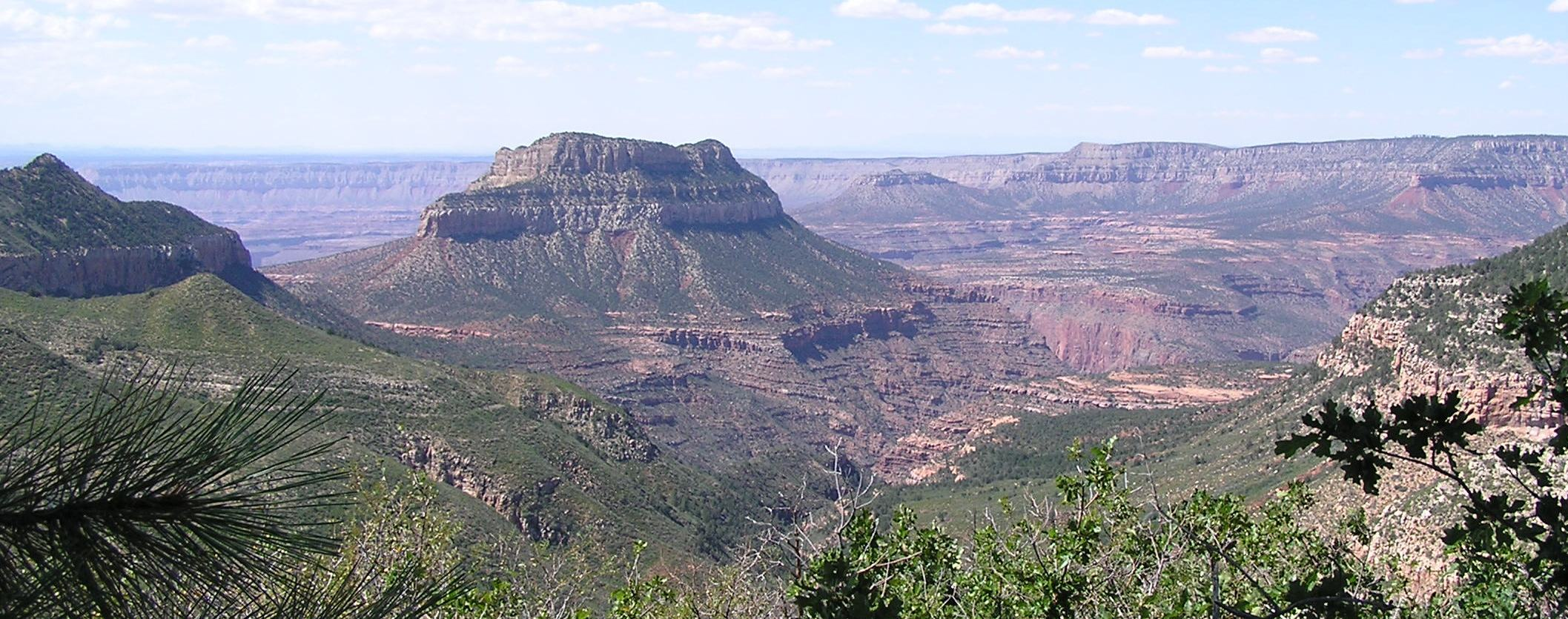
Grand Canyon
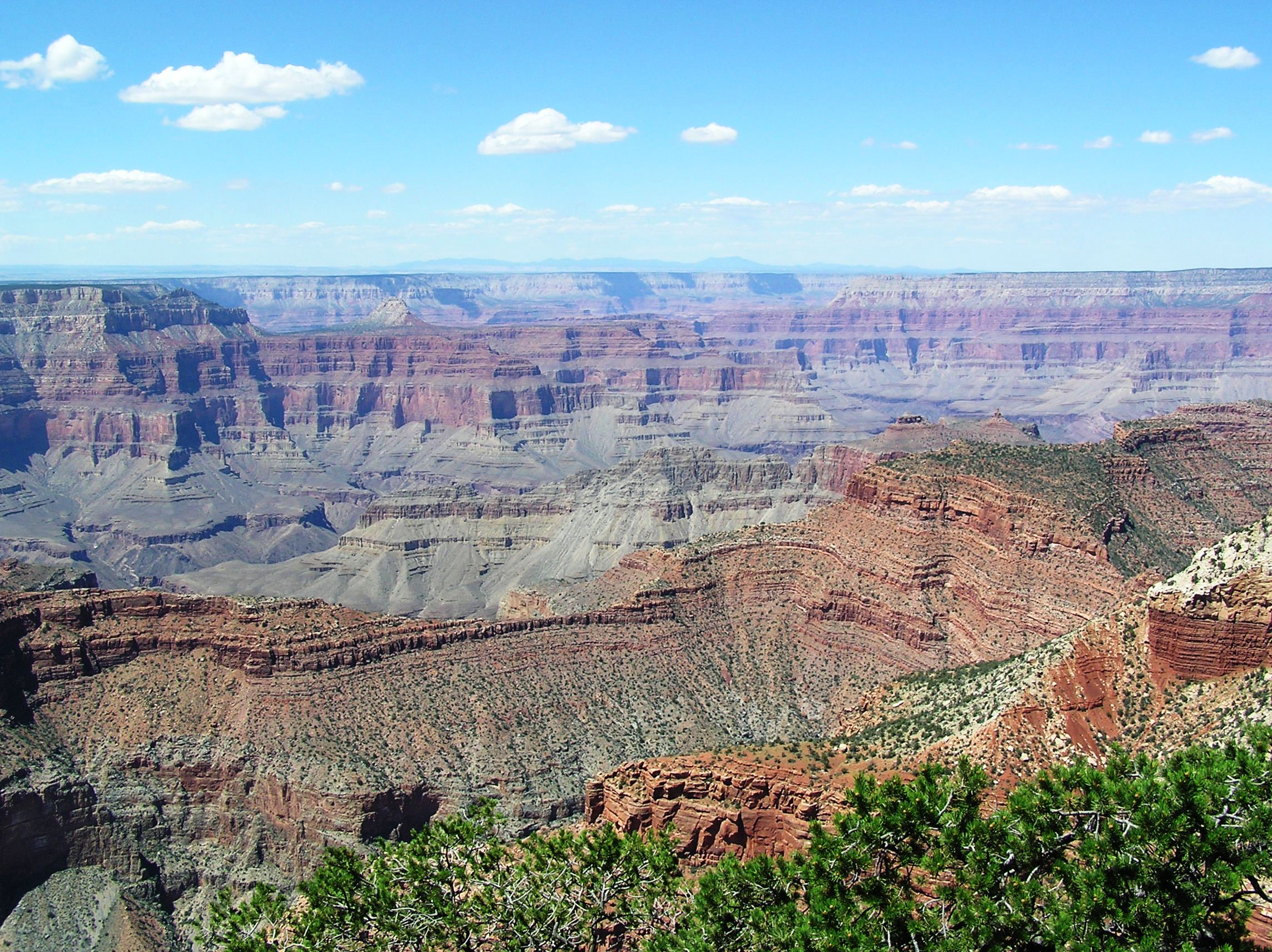
Grand Canyon
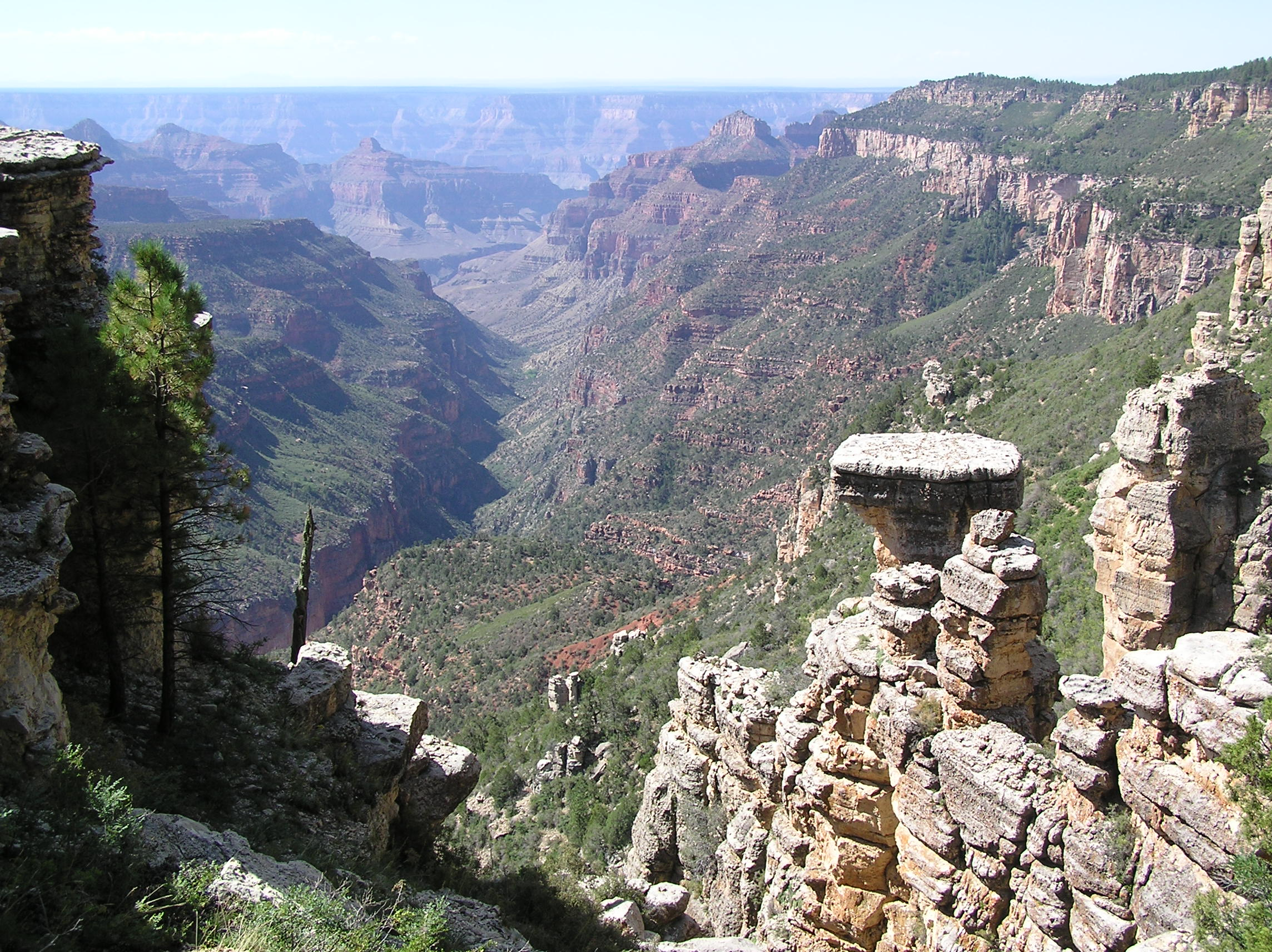
Grand Canyon z Tiyo Point